# Cotoneaster rosiflorus
Cotoneaster rosiflorus är en rosväxtart som beskrevs av K.C.Chang och F.Y.Lu. Cotoneaster rosiflorus ingår i släktet oxbär, och familjen rosväxter. Inga underarter finns listade i Catalogue of Life.